# Вонбот

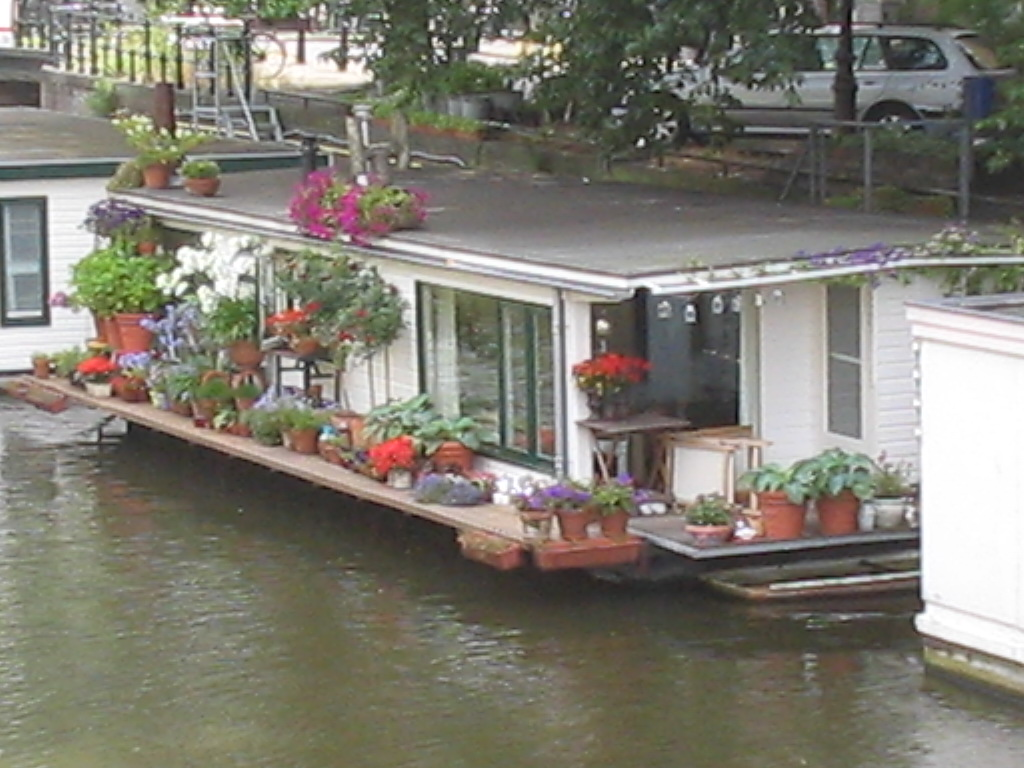
Типовий амстердамський вонбот

Вонбот (нід. woonboot) — житло, зазвичай на понтонах, по суті будинок на воді, традиційне для Нідерландів, зокрема для столиці країни міста Амстердама, де такі конструкції розташовуються нерідко в ряд у воді міських каналів.
Жителі Амстердама (також низки інших міст у Нідерландах) живуть не лише в будинках, а й у вонботах. По берегах каналів стоять дерев'яні та бетонні конструкції, схожі більше на тимчасові споруди, які насправді є житловими човнами або вонботами — постійним місцем проживання деяких містян, подеколи готелями або винайманими квартирами. Насправді вонботи є справжніми квартирами, адже більшість з них мають проточну воду та електрику, чимало — газифіковані.
Вонботи з'явилися після Другої світової війни через брак житлоплощі. Від 1980-х років муніципалітет активно проводив на човни газ. У теперішній час (2000-ні) в Амстердамі нараховується близько 2,5 тисяч житлових човнів, і жити на них вважається престижним. Розмір податку на утримання вонбота залежить від площі човна, і становить близько 100 євро на рік.
Періодично муніципалітети, зокрема Амстердамський, обмежують видачу дозволів на встановлення нових вонботів, щоб не перенаселяти канали. Останнім часом загальноприйнятним правилом стало, що новий житловий човен встановлюють лише у разі, коли старий зруйнувався або його перебудовують.

## В інших країнах
Дещо подібне існує в інших країнах, скажімо, США, Індія, Лаос, РФ, Канада, Нова Зеландія та інші. В англомовних країнах такі будинки називаються човнобудинками — гаузботами (houseboats).